# Llobera
|  | Per a altres significats, vegeu «Llobera (desambiguació)». |

Llobera és un municipi de la comarca del Solsonès i, alhora, una de les tres entitats de població que hi ha al municipi. Per bé que no oficialment, la capital del municipi s'ubica a l'Hostal Nou.

## Geografia
- Llista de topònims de Llobera (orografia: muntanyes, serres, collades, indrets...; hidrografia: rius, fonts...; edificis: cases, masies, esglésies, etc.)

| Entitat de població | Habitants (2024) |
| Peracamps           | 145              |
| Llobera             | 33               |
| Torredenegó         | 30               |
| Font: Idescat       |                  |

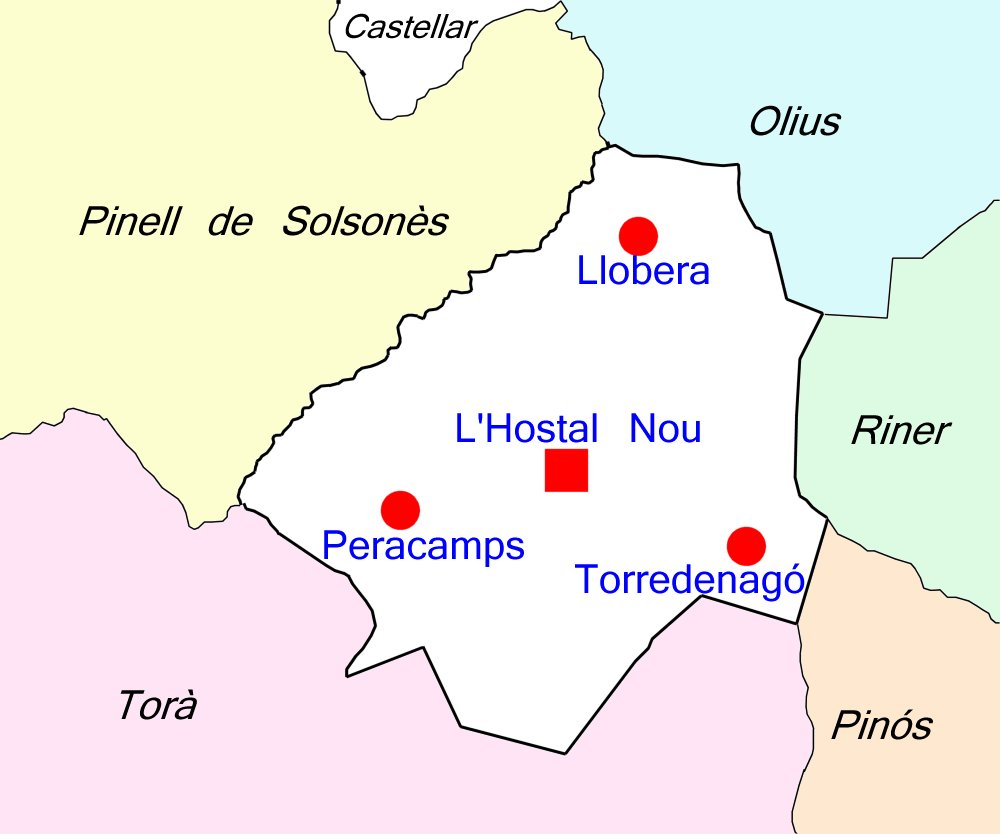
Mapa del municipi de Llobera amb les seves entitats de població i els municipis limítrofs.

El municipi de Llobera és al sud de la comarca del Solsonès. Els límits del terme municipal són: al nord-oest, Pinell de Solsonès, al nord-est, Olius, a l'est, Riner, al sud-est, Pinós; al sud i sud-oest, Torà.

### Orografia

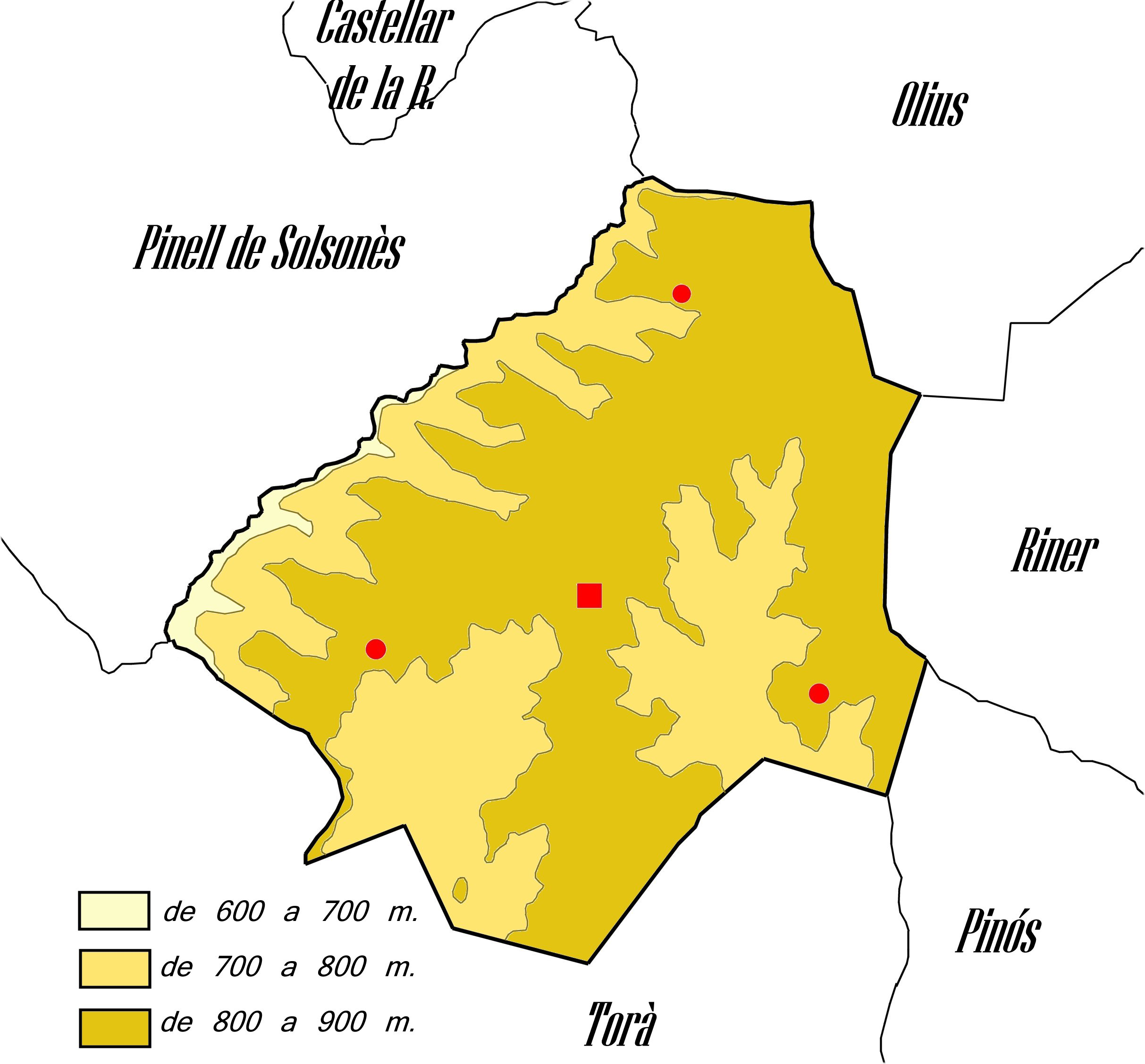
Mapa orogràfic del municipi.

Excepte una estreta franja a la frontera de ponent que correspon al vessant esquerre de la riera de Miravé, la resta del terme municipal és entre els 700 i els 900 msnm d'altitud. És, per tant, un clar exemple de l'altiplà del Solsonès, amb petites serres i turons suaus. La màxima altitud del municipi s'assoleix al Pedró (871,1 m) i la cota mínima (610 m) és al punt en el qual la riera de Miravé surt del terme municipal.
Al Nomenclàtor oficial de toponímia major de Catalunya hi consten els següents accidents orogràfics:
SerraladesLa Serra de Llobera, el Serrat de la Tuta i el Serrat Espès
CimsEl Pedró, el Seriol, la Muntanyeta, la Serreta, el Sant Salvador i el Turó del Boix de 876 metres.
PlansLa Plana | el Pla de Palet i la Plana Llobatera.

### Hidrografia

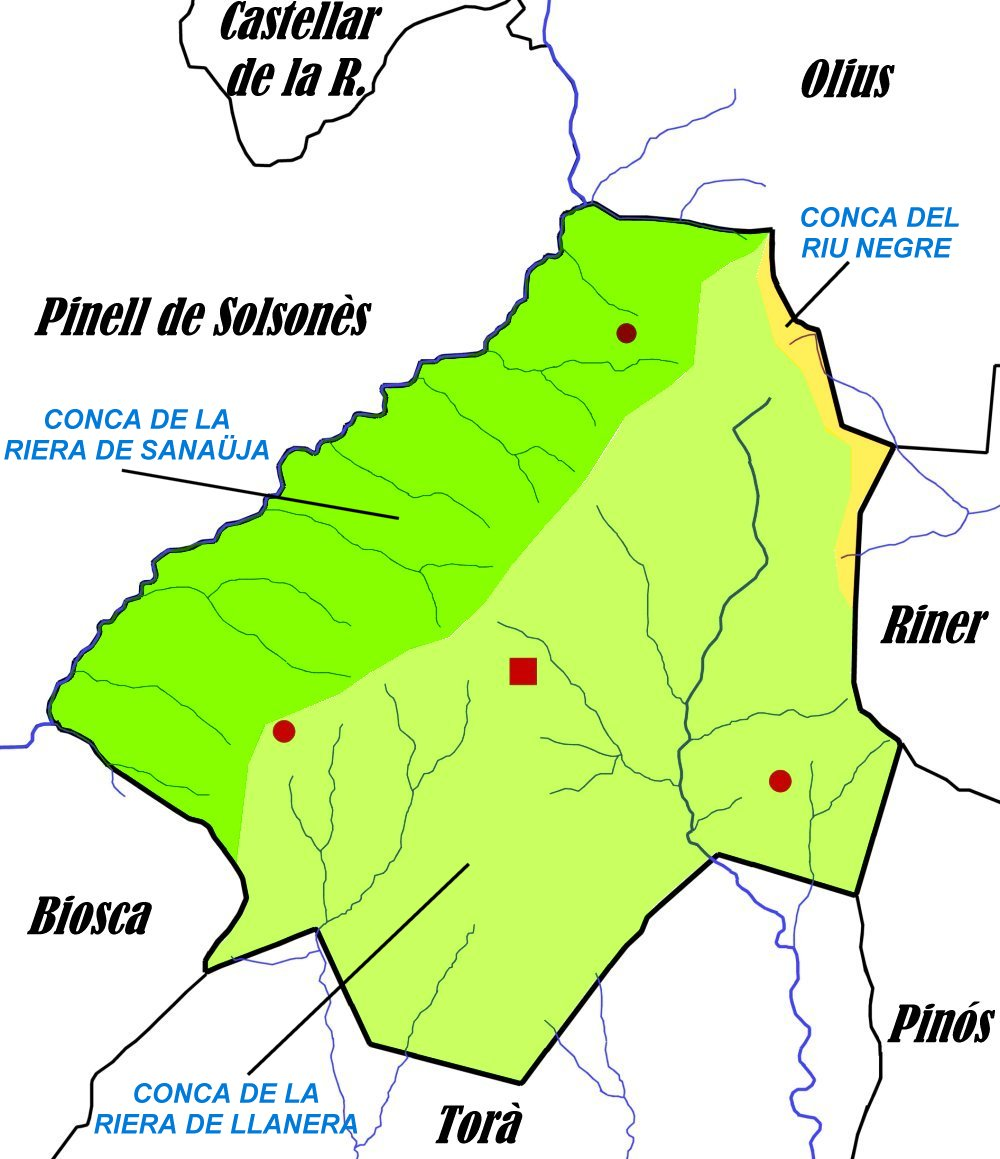
Mapa hidrogràfic del municipi

El terme municipal està solcat, bé en la totalitat del seu curs o bé en un tram d'aquest, per 80 corrents fluvials la longitud total dels quals suma 82,5 km. Aquests corrents fluvials estan repartits en tres conques fluvials.
Una estreta franja a l'extrem nord-oriental escola les seves aigües cap al Riu Negre mitjançant cinc trams de corrents fluvials de les capçaleres de la Rasa de l'Alzina i la Rasa de Tracs. En total sumen una longitud d'1,1 km.
Una segona franja a la banda occidental del terme escola les seves aigües cap a la riera de Sanaüja mitjançant 22 cursos fluvials amb una longitud total de 31,4 km i entre els quals, a més a més de la ja citada riera de Sanaüja, cal fer esment del barranc d'Arceda, la rasa de Miravent, el barranc de Llavall, el Clot de Llor, el barranc de la Serra, la Rasa de Secanella, el barranc de Comadòria i la Rasa de Montraveta.
La resta del terme municipal escola les seves aigües cap a la riera de Llanera mitjançant un total de 50 cursos fluvials que sumen una longitud total propera als 50 km i entre els quals cal destacar-ne la Rasa del Prat, la Rasa de l'Obaguet, la Rasa de l'Hostal Nou, la Rasa del Bosc, la Rasa de Borics, el Barranc dels Quadros i el seu afluent el Barranc del Soler.

### Vegetació
Els boscos ocupen el 38,3 % de la superfície del terme municipal i amb preponderància de les pinedes
Al Nomenclàtor oficial de toponímia major de Catalunya hi consten els següents:
Boscosel bosc de Barcons, el bosc de Fonollet, el bosc de Jovans i el bosc del Boix.
Devesesla Devesa de la Coma

### Demografia
| 1497 f | 1515 f | 1553 f | 1717 | 1787 | 1857 | 1877 | 1887 | 1900 | 1910 |
| ------ | ------ | ------ | ---- | ---- | ---- | ---- | ---- | ---- | ---- |
| 34     | 34     | 42     | 204  | 80   | 572  | 523  | 483  | 316  | 317  |

| 1920 | 1930 | 1940 | 1950 | 1960 | 1970 | 1981 | 1990 | 1992 | 1994 |
| ---- | ---- | ---- | ---- | ---- | ---- | ---- | ---- | ---- | ---- |
| 352  | 452  | 523  | 457  | 372  | 308  | 261  | 240  | 253  | 253  |

| 1996 | 1998 | 2000 | 2002 | 2004 | 2006 | 2008 | 2010 | 2012 | 2014 |
| ---- | ---- | ---- | ---- | ---- | ---- | ---- | ---- | ---- | ---- |
| 240  | 240  | 237  | 223  | 223  | 222  | 212  | 209  | 206  | 201  |

| 2016 | 2018 | 2020 | 2022 | 2024 | 2026 | 2028 | 2030 | 2032 | 2034 |
| ---- | ---- | ---- | ---- | ---- | ---- | ---- | ---- | ---- | ---- |
| 203  | 195  | 188  | 202  | 209  | -    | -    | -    | -    | -    |

## Eleccions
Resultats municipals 2007
| Candidatura | Candidatura                                         | Cap de llista  | Vots | %     | Regidors |
| ----------- | --------------------------------------------------- | -------------- | ---- | ----- | -------- |
|             | Esquerra Republicana de Catalunya - Acord Municipal | Jaume Badia    | 73   | 50,69 | 4        |
|             | Convergència i Unió                                 | José Cuadros   | 58   | 40,28 | 1        |
|             | Partit Popular                                      | Benjamí Moreno | 1    | 0,69  | 0        |

## El poble

### Demografia
| Evolució demogràfica |            |            |            |                   |                   |                   |       |
| Any                  | Nucli urbà | Nucli urbà | Nucli urbà | Poblament dispers | Poblament dispers | Poblament dispers | Total |
| Any                  | Homes      | Dones      | Total      | Homes             | Dones             | Total             | Total |
| 2000                 | 0          | 0          | 0          | 20                | 18                | 38                | 38    |
| 2001                 | 0          | 0          | 0          | 20                | 17                | 37                | 37    |
| 2002                 | 0          | 0          | 0          | 19                | 16                | 35                | 35    |
| 2003                 | 0          | 0          | 0          | 20                | 15                | 35                | 35    |
| 2004                 | 0          | 0          | 0          | 21                | 15                | 36                | 36    |
| 2005                 | 0          | 0          | 0          | 22                | 12                | 34                | 34    |
| 2006                 | 0          | 0          | 0          | 23                | 12                | 35                | 35    |
| 2007                 | 0          | 0          | 0          | 24                | 12                | 36                | 36    |
| 2008                 | 0          | 0          | 0          | 23                | 12                | 35                | 35    |
| Font: INE            |            |            |            |                   |                   |                   |       |